# Nehren (Württemberg)
Nehren ist eine Gemeinde im Landkreis Tübingen, etwa zehn Kilometer südlich von Tübingen. Sie gehört zur Region Neckar-Alb und zur Randzone der europäischen Metropolregion Stuttgart.

## Geographie

### Geographische Lage
Nehren liegt am Südrand des Landkreises Tübingen, in dem als Steinlachtal bezeichneten Teil des Mittleren Albvorlandes, am Fuß des Firstberges. Nehren wird vom kleinen Flüsschen (Ob-)Wiesbach umrundet, das im Kirschenfeld entspringt und in die Steinlach mündet.

### Nachbargemeinden
Folgende Städte und Gemeinden grenzen an die Gemeinde Nehren, sie werden im Uhrzeigersinn beginnend im Norden genannt und gehören zum Landkreis Tübingen:
Gomaringen, Mössingen, Ofterdingen und Dußlingen.

### Gemeindegliederung
Zur Gemeinde Nehren gehören das Dorf Nehren und das Gehöft Nehrener Mühle.
In Nehren aufgegangen ist die 1092 als Huchelingen erwähnte Ortschaft Hauchlingen.

### Schutzgebiete
In Nehren liegt das Landschaftsschutzgebiet Kirschenfeld sowie einige Teilgebiete des FFH-Gebiets Albvorland bei Mössingen und Reutlingen.

## Geschichte

### Überblick

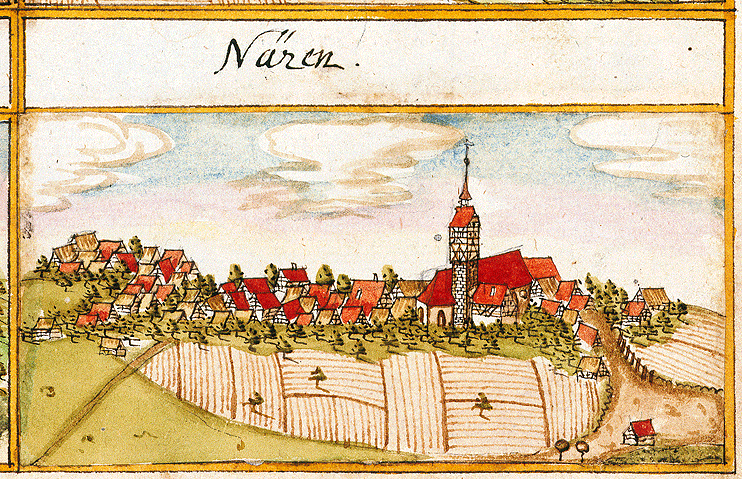
Nehren 1683

Die erste urkundliche Erwähnung Nehrens schwankt zwischen Angaben des Jahres 1086, 1092 (sowohl als Nehren wie auch als Hauchlingen) und 1150 urkundlich erwähnt. Siedlung und Gemarkung entstanden in der heutigen Form im 15./16. Jahrhundert, als die aneinandergrenzenden Orte Nehren und Hauchlingen zusammengelegt wurden; beide waren schon einige Jahre zuvor „kirchlich vereinigt“ worden.
Seit 1447 gehörte Nehren zu Württemberg und war dem Amt Tübingen unterstellt.
„Bei der Kappel“ wurden im 18. Jahrhundert Reihengräber aufgedeckt. Nordöstlich über der Eisenbahnlinie Tübingen–Hechingen bildet ein Gelände aus der Hallstattzeit (etwa 8. bis 5. Jahrhundert v. Chr.) mit etwa 30 Grabhügeln eines der größten Gräberfelder im Landkreis Tübingen.
Nehren besaß früher auch eine mittelalterliche Burg, die Burg Nehren.
Nehren litt wegen seiner Lage in der Nähe der durch das Steinlachtal führenden Schweizer Straße (heute Bundesstraße 27) in Kriegszeiten ganz erheblich unter dem Durchzug von Truppen wechselnder Herren. Während des Dreißigjährigen Krieges plünderten die Soldaten des Grafen von Fürstenberg im gesamten Steinlachtal, 1634 nach der Schlacht bei Nördlingen waren es die Kaiserlichen. Nach dem Krieg wurden in Nehren 72 zerstörte Häuser und Scheunen gezählt.
Bei der Umsetzung der neuen Verwaltungsgliederung im 1806 gegründeten Königreich Württemberg wurde die Zuordnung Nehrens zum Oberamt Tübingen bestätigt.
Anschauliche Einblicke in die Geschichte des Ortes und seiner Familien gibt eine Dorfchronik, die als bedeutendes Dokument der Spätaufklärung gilt. Verfasst hat sie 1838 der Pfarrer Friedrich August Köhler (1768–1844), der fast zehn Jahre als Vikar seines Vaters hier tätig war.
Durch die Kreisreform während der NS-Zeit in Württemberg gelangte Nehren 1938 zum Landkreis Tübingen. 1945 wurde der Ort Teil der Französischen Besatzungszone und kam somit zum neu gegründeten Land Württemberg-Hohenzollern, welches 1952 im Land Baden-Württemberg aufging.

### Einwohnerentwicklung
| Jahr      | 1821 1 | 1834 1 | 1843 1 | 1849 1 | 1855 1 | 1861 1 | 1871 1 | 1900 1 | 1950 1 |
| --------- | ------ | ------ | ------ | ------ | ------ | ------ | ------ | ------ | ------ |
| Einwohner | 1218   | 1213   | 1395   | 1267   | 1146   | 1180   | 1183   | 1169   | 1615   |

| Jahr      | 1970 1 | 1980 | 1990 | 1995 | 2000 2 | 2005 2 | 2010 2 | 2015 2 | 2021 |
| --------- | ------ | ---- | ---- | ---- | ------ | ------ | ------ | ------ | ---- |
| Einwohner | 2523   | 2718 | 3371 | 3604 | 3627   | 4259   | 4244   | 4244   | 4466 |

## Politik

### Verwaltungsverband
Nehren ist zusammen mit Dußlingen und Gomaringen Mitglied im Gemeindeverwaltungsverband Steinlach-Wiesaz mit Sitz in Gomaringen.

### Hochburg
In der Umgebung ist Nehren wegen der hohen Anzahl von SPD-Wählern auch als „rote Hochburg“ bekannt. Doch bei der Landtagswahl 2006 waren erstmals seit langer Zeit die Christdemokraten stärker als die Sozialdemokraten.

### Gemeinderat
Der Gemeinderat in Nehren besteht aus den 14 gewählten ehrenamtlichen Gemeinderäten und dem Bürgermeister als Vorsitzendem. Der Bürgermeister ist im Gemeinderat stimmberechtigt.
Die Kommunalwahl am 9. Juni 2024 führte zu folgendem Ergebnis.
| Parteien und Wählergemeinschaften | Parteien und Wählergemeinschaften                     | % 2024 | Sitze 2024 | % 2019 | Sitze 2019 | Kommunalwahl 2024 %403020100 30,2 %27,8 %22,5 %18,4 %1,2 % FWCDUSPDALALSOBGewinne und Verlusteim Vergleich zu 2019 %p 2 0 −2 −4−0,3 %p+2,0 %p−1,4 %p−1,5 %p+1,2 %pFWCDUSPDALALSOB |
| FWV                               | Freie Wählervereinigung Nehren                        | 30,2   | 4          | 30,5   | 4          | Kommunalwahl 2024 %403020100 30,2 %27,8 %22,5 %18,4 %1,2 % FWCDUSPDALALSOBGewinne und Verlusteim Vergleich zu 2019 %p 2 0 −2 −4−0,3 %p+2,0 %p−1,4 %p−1,5 %p+1,2 %pFWCDUSPDALALSOB |
| BÜ/CDU                            | Bürgerliche und CDU                                   | 27,8   | 4          | 25,8   | 4          | Kommunalwahl 2024 %403020100 30,2 %27,8 %22,5 %18,4 %1,2 % FWCDUSPDALALSOBGewinne und Verlusteim Vergleich zu 2019 %p 2 0 −2 −4−0,3 %p+2,0 %p−1,4 %p−1,5 %p+1,2 %pFWCDUSPDALALSOB |
| SPD                               | Sozialdemokratische Partei Deutschlands               | 22,5   | 3          | 23,9   | 3          | Kommunalwahl 2024 %403020100 30,2 %27,8 %22,5 %18,4 %1,2 % FWCDUSPDALALSOBGewinne und Verlusteim Vergleich zu 2019 %p 2 0 −2 −4−0,3 %p+2,0 %p−1,4 %p−1,5 %p+1,2 %pFWCDUSPDALALSOB |
| AL                                | Alternative Liste Nehren                              | 18,4   | 3          | 19,9   | 3          | Kommunalwahl 2024 %403020100 30,2 %27,8 %22,5 %18,4 %1,2 % FWCDUSPDALALSOBGewinne und Verlusteim Vergleich zu 2019 %p 2 0 −2 −4−0,3 %p+2,0 %p−1,4 %p−1,5 %p+1,2 %pFWCDUSPDALALSOB |
| ALSOB                             | Alternativlose Liste Sozial Orientierter Bürger*innen | 1,2    | 0          | –      | –          | Kommunalwahl 2024 %403020100 30,2 %27,8 %22,5 %18,4 %1,2 % FWCDUSPDALALSOBGewinne und Verlusteim Vergleich zu 2019 %p 2 0 −2 −4−0,3 %p+2,0 %p−1,4 %p−1,5 %p+1,2 %pFWCDUSPDALALSOB |
| gesamt                            | gesamt                                                | 100,0  | 14         | 100,0  | 14         | Kommunalwahl 2024 %403020100 30,2 %27,8 %22,5 %18,4 %1,2 % FWCDUSPDALALSOBGewinne und Verlusteim Vergleich zu 2019 %p 2 0 −2 −4−0,3 %p+2,0 %p−1,4 %p−1,5 %p+1,2 %pFWCDUSPDALALSOB |
| Wahlbeteiligung                   | Wahlbeteiligung                                       | 66,3 % | 66,3 %     | 61,8 % | 61,8 %     | Kommunalwahl 2024 %403020100 30,2 %27,8 %22,5 %18,4 %1,2 % FWCDUSPDALALSOBGewinne und Verlusteim Vergleich zu 2019 %p 2 0 −2 −4−0,3 %p+2,0 %p−1,4 %p−1,5 %p+1,2 %pFWCDUSPDALALSOB |

### Bürgermeister
Der Bürgermeister wird für eine Amtszeit von 8 Jahren gewählt. Seit dem 11. April 2011 ist Egon Betz der Nachfolger von Werner Landenberger. Betz wurde am 30. Januar 2011 bei einer Wahlbeteiligung von 45 % mit 98,2 % der Stimmen gewählt. Dieser arbeitete zuvor schon als Pressesprecher des Landratsamtes Tübingen. Bei seiner Wiederwahl im Jahr 2019, bei dem er keinen Gegenkandidaten hatte, erhielt Betz 96,6 % der Stimmen, bei einer Wahlbeteiligung von 33,77 %.
- Franz Fecht (1949 bis 1979)
- Wolfgang Ettwein (1979 bis 1995)
- Werner Landenberger (1995 bis 2011)
- Egon Betz (parteilos, seit 2011)

1. Stellvertreter Gerd Klett (Freie Wählervereinigung)
2. Stellvertreter Karl-Heinz Nill (CDU/Bürgerliche)

### Wappen
Das 1909 von der Gemeinde Nehren angenommene Wappen zeigt in Rot einen silbernen Sparren und gilt als Wappen der Herren von First.

## Kultur und Sehenswürdigkeiten

### Bauten
Die evangelische Veitskirche stammt aus dem 15. Jahrhundert. Die gotische Kirche mit dreiseitigem Chor und Langhaussaal, beide mit Gewölbe, und dem Glockenturm an der Chornordseite wurde 1430 erbaut. Der massive Turmschaft wurde 1511 um zwei Geschosse erhöht und erhielt 1512 einen zweistöckigen Fachwerkaufsatz mit Schallarkaden, in dem auch die älteste Glocke gegossen wurde. 1721 lässt sich der heutige Dachreiter nachweisen.
Der alte Ortskern ist geprägt durch eine stattliche Anzahl von Fachwerkhäusern mit steilen ziegelgedeckten Satteldächern, bisweilen mit Krüppelwalm. Nehren liegt an der Deutschen Fachwerkstraße.
Im ehemaligen Nehrener Pfarrhaus aus dem Jahr 1786 wurde am 25. September 1852 der Philosoph Hans Vaihinger als Sohn des evangelischen Pfarrers Johann Georg Vaihinger (1802–1879) geboren. Eine Tafel erinnert an ihn.

### Skulpturen
Von dem in Nehren ansässigen Maler, Bildhauer und Drucker CHC Geiselhart stammen mehrere Skulpturen im Ort.

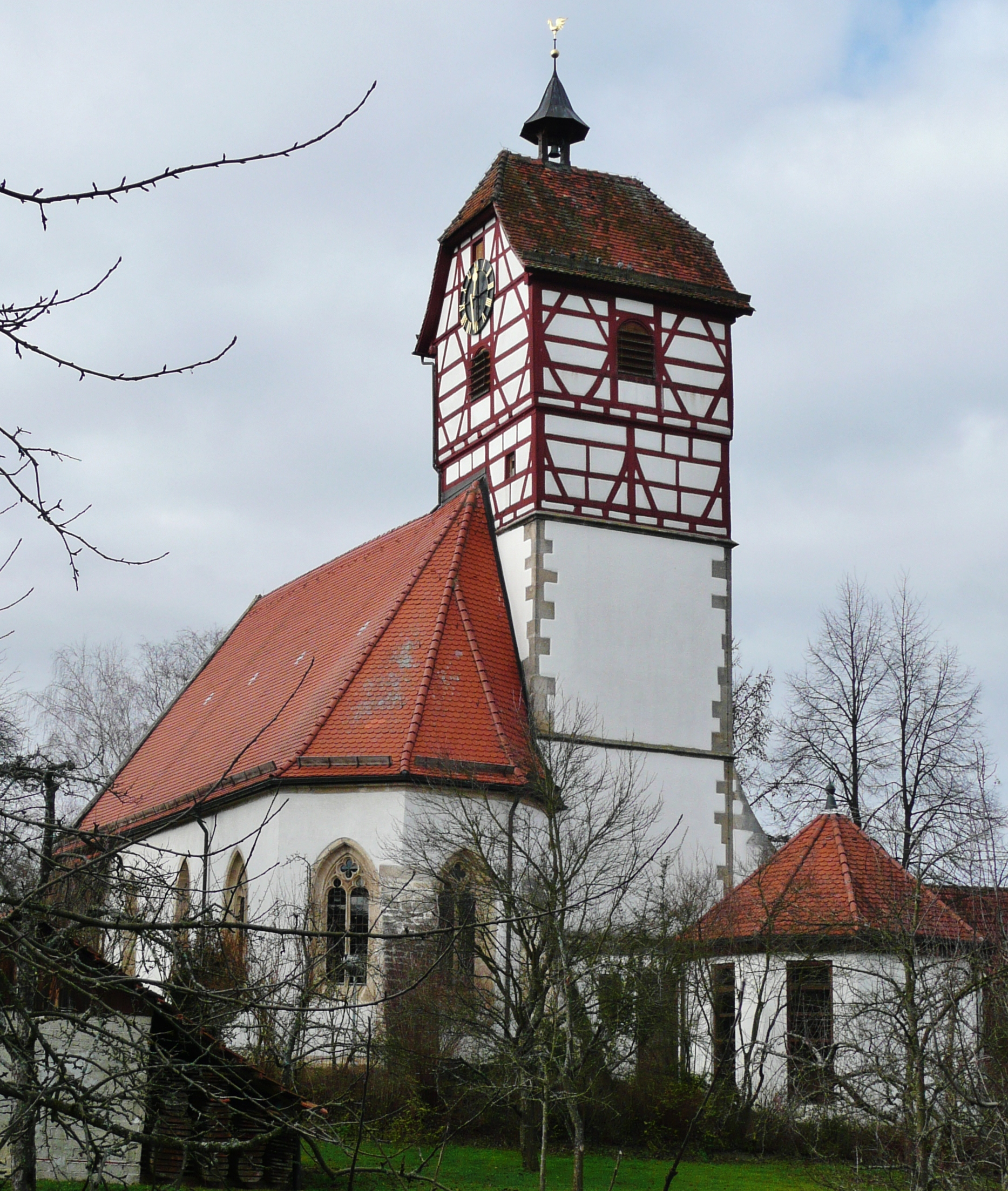
Evangelische Veitskirche
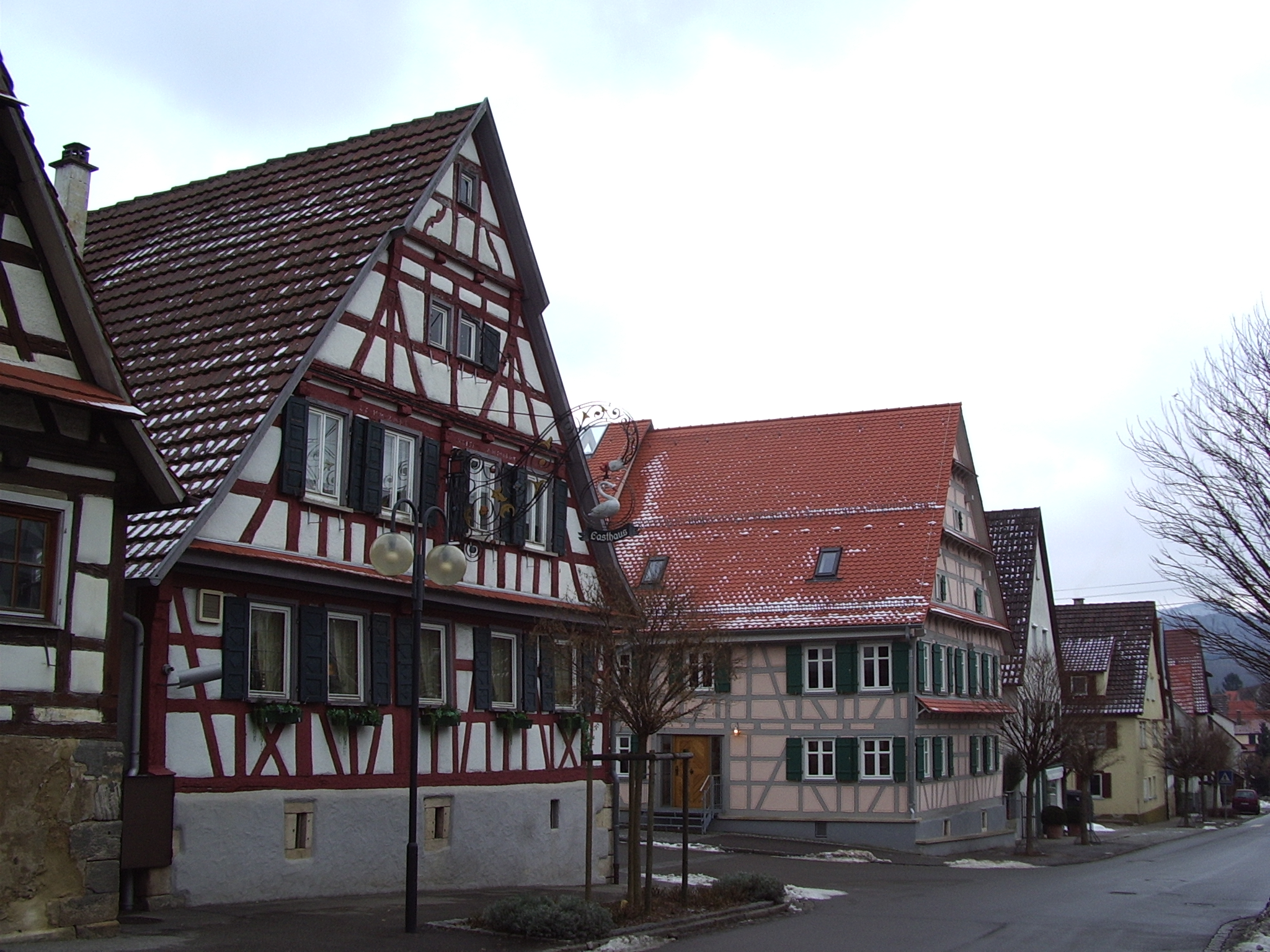
Fachwerkhäuser im Ortskern
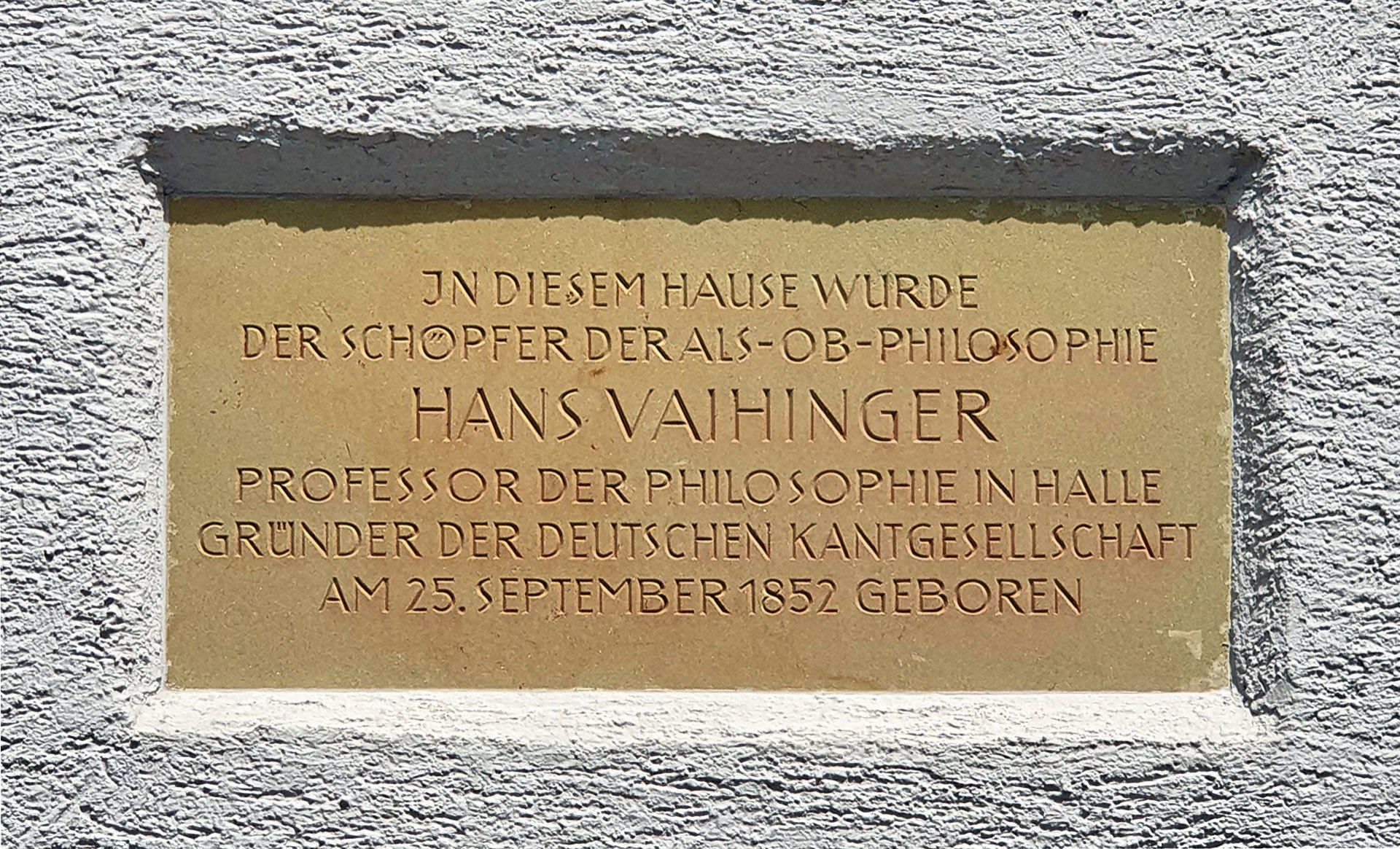
Gedenktafel für Hans Vaihinger am ehemaligen Nehrener Pfarrhaus
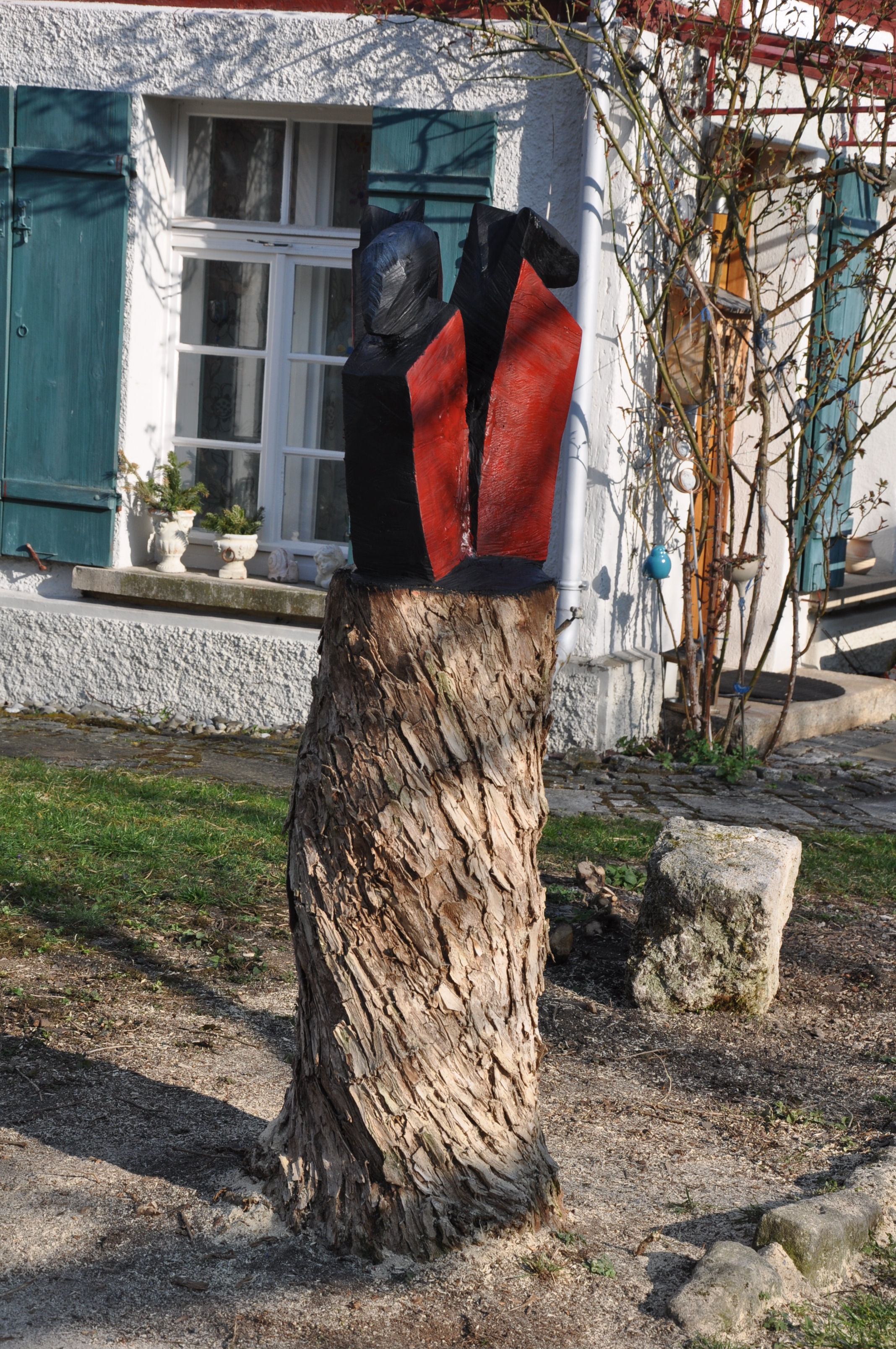
CHC Geiselhart: Nehrener Troika, Holz farbig gefasst, Wertstraße 8 (2019)
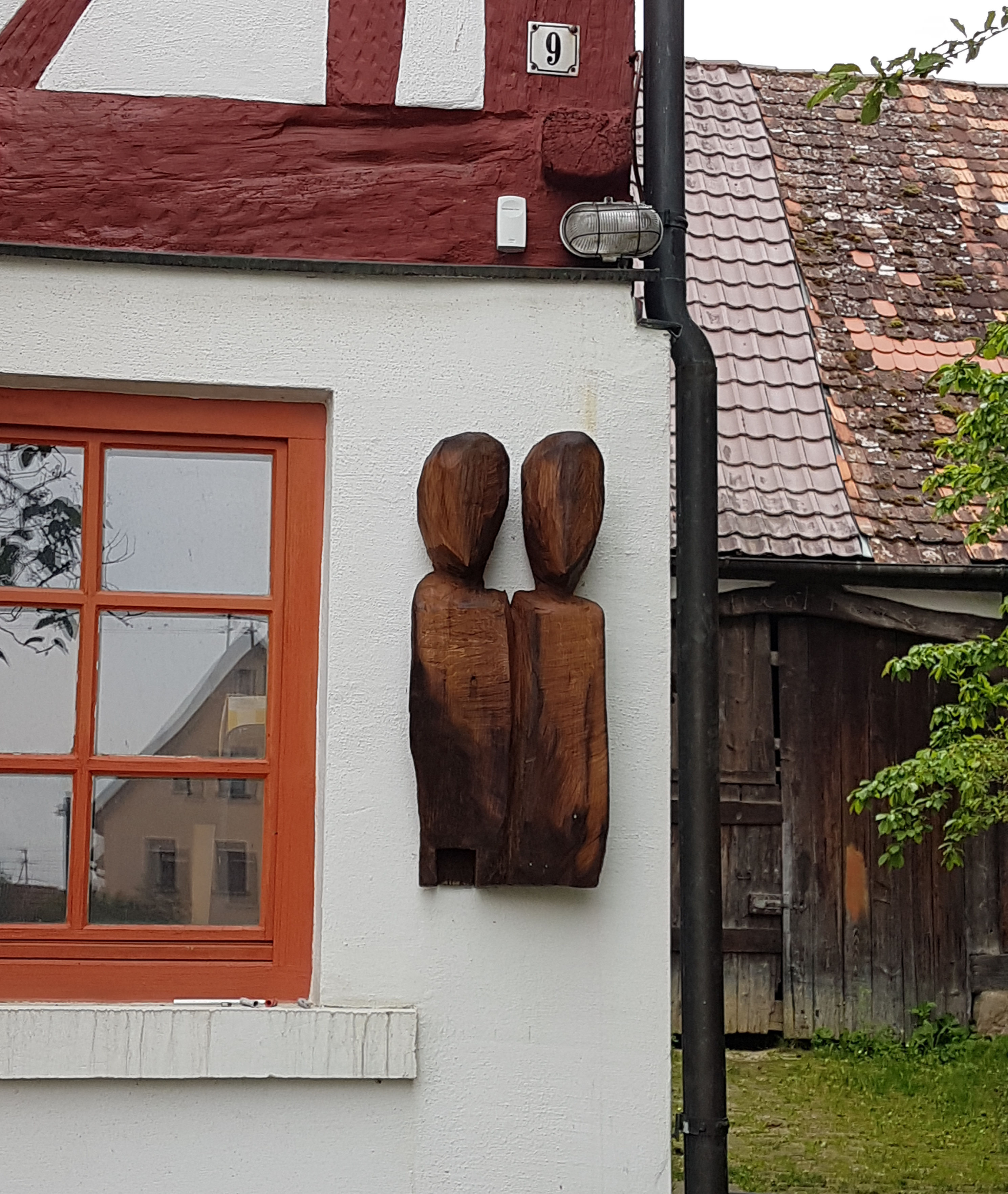
CHC Geiselhart: Doppelter Haus-Wächter, Holz farbig gefasst, Hauptstraße 9 (2022)
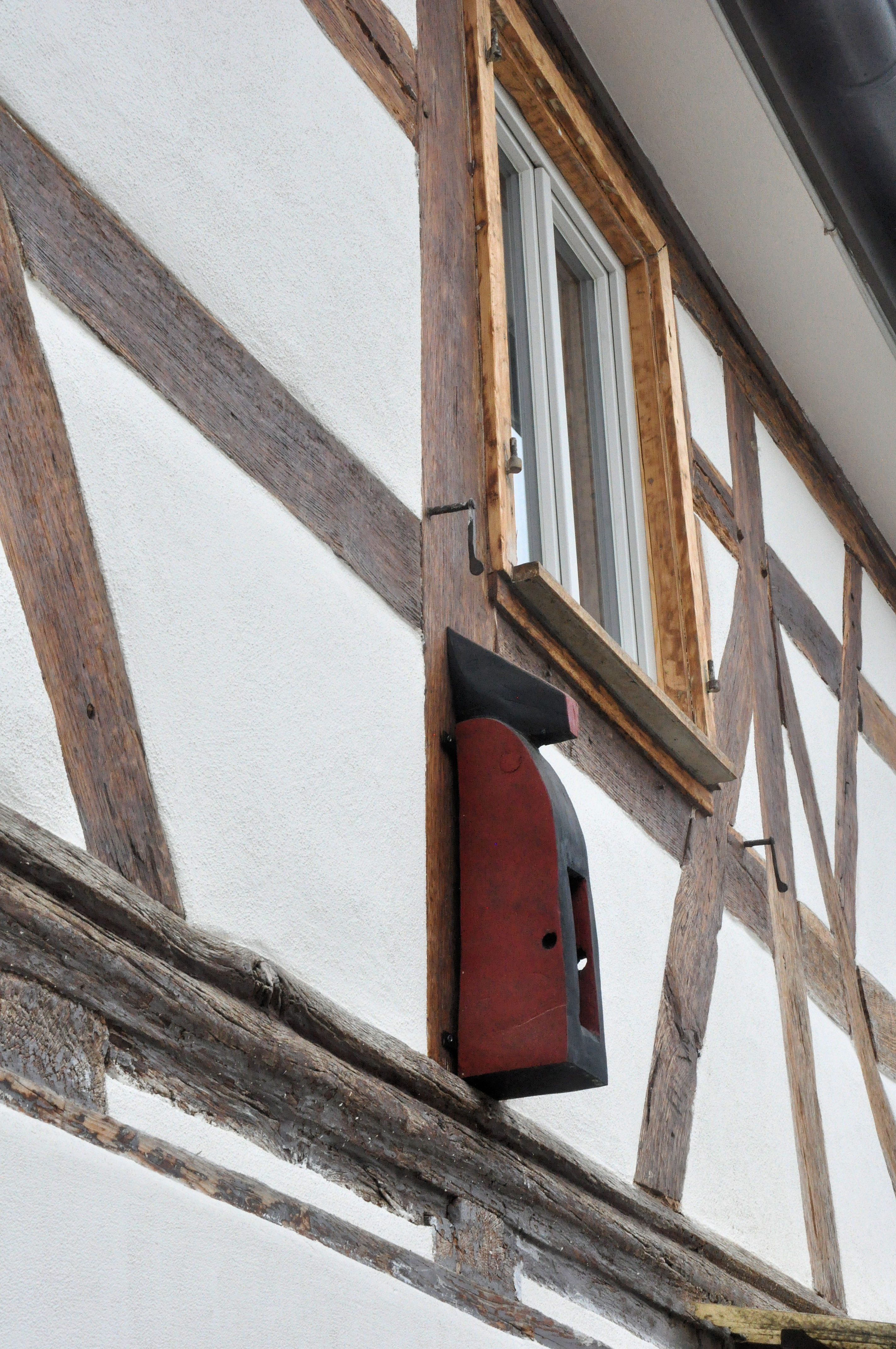
CHC Geiselhart: Animalischer Hauswächter, Holz farbig gefasst, Luppachstraße 39 (2022)

### Sport
Der SV Nehren besitzt eine Fußballabteilung und hat noch weitere Abteilungen wie Volleyball, Badminton, Turnen und Walking. Der TC Nehren ist ein Tennisverein.

## Wirtschaft und Infrastruktur

### Verkehr
Die L 394 (Nordring) verbindet Nehren mit der Bundesstraße 27. Diese führt nach Stuttgart im Norden und Rottweil im Süden.
Der Öffentliche Nahverkehr wird durch den Verkehrsverbund Neckar-Alb-Donau (naldo) gewährleistet. Die Gemeinde befindet sich in der Wabe 113. Nehren ist gegenwärtiger Regionalbahn-Haltepunkt auf der Zollernalbbahn (Tübingen–Hechingen–Balingen–Sigmaringen).
Über eine Alltagsradroute aus dem Radnetz Baden-Württemberg ist Nehren über Gomaringen mit Tübingen und in der anderen Richtung mit Mössingen verbunden.
Nehren liegt an der Deutschen Fachwerkstraße.

### Ver- und Entsorgung

#### Stromversorgung
Das Stromnetz in der Gemeinde wird von der EnBW Regional AG betrieben.

#### Gasversorgung
Das Erdgasnetz wird von der FairEnergie GmbH betrieben, einem Tochterunternehmen der Stadtwerke Reutlingen GmbH und der EnBW Kommunale Beteiligungen GmbH.

#### Wasserversorgung
Die Trinkwasserversorgung für die Gemeinde wird vom Zweckverband Steinlach-Wasserversorgung wahrgenommen. Das Trinkwasser stammt zu 60 Prozent aus Eigenwasser vom Wasserwerk Tübingen-Kilchberg und zu 40 Prozent aus Bezug von der Bodensee-Wasserversorgung. Der Zweckverband Steinlach-Wasserversorgung wurde 1919 durch die Gemeinden Dußlingen, Mössingen, Nehren und Ofterdingen, die auch heute noch Verbandsmitglieder sind, gegründet. Die erste Wasserfassung entstand als Galeriebrunnen auf Mössinger Gemarkung und versorgte bis 1947 alle Gemeinden.

#### Abwasserentsorgung
Die Entsorgung des Abwassers erfolgt in Zusammenarbeit mit dem Abwasserverband Steinlach-Wiesaz. Dem Verband gehören neben Nehren die Gemeinden Dußlingen, Gomaringen, Sonnenbühl, Ofterdingen sowie die Städte Mössingen und Reutlingen an. Die gemeinsame Kläranlage steht auf Gemarkung Dußlingen.
Nach starken Regenfällen kam es in den vergangenen Jahren in der Wertstraße wiederholt zum Wassereintritt in die Keller der Anwohner. Die Ursache, die Kapazitätsüberschreitung des dortigen Abwasserkanals, soll durch dessen Sanierung behoben werden.

#### Abfallentsorgung
Die Abfallentsorgung erfolgt durch den Abfallwirtschaftsbetrieb des Landkreises Tübingen.

### Bildung
- Kirschenfeldschule (Grundschule)
- Merian-Gemeinschaftsschule (Dußlingen)
- Karl-von-Frisch-Gymnasium (Dußlingen)

## Persönlichkeiten

### Söhne und Töchter der Gemeinde
- Joachim Kegel (um 1507–nach 1556), Jurist und Hochschullehrer
- Ernst Wulle (1832–1902), Stuttgarter Brauerei-Besitzer
- Hans Vaihinger (1852–1933), Professor der Philosophie

### Prominente Personen, die in der Gemeinde gewirkt haben
- Curt Hans Chrysostomus Geiselhart (* 1949), Maler, Bildhauer und Drucker
- Helmut Digel (* 6. 1944 in Aalen), ehemaliger deutscher Sportfunktionär, Sportwissenschaftler und Handballspieler sowie Hochschullehrer an der Universität Tübingen, lebte in Nehren
- Karl Hötzer (* 1892 in Balingen; † 1969 in Tübingen), Lehrer in Nehren von 1920 bis 1928[20], Autor des Nehrener Heimatliedes und anderer schwäbischer Mundart, Gründungsmitglied des Nehrener Musikvereins[21]
- Hans von Mangoldt (* 1940 in Tübingen), Völkerrechtler, er lebt in Nehren
- Grit Puchan (* 1960 in Crimmitschau), Tübinger Regierungsvizepräsidentin 2009–2015, seit 1. Juni 2016 Amtschefin mit dem Titel Ministerialdirektorin im Ministerium für ländlichen Raum und Verbraucherschutz Baden-Württemberg
- Gerd Simon (* 1937 in Hamburg), Linguist an der Universität Tübingen, lebt seit seinem Ruhestand 2002 in Nehren
- Heinrich Wägenbaur (* 1897 in Köln; † 1976 in Heidelberg), deutscher Maler